# Municipio Roma IV
El Municipio Roma IV es una de los 15 subdivisiones administrativas en las que está dividida la ciudad de Roma. En 2017 su población era de 176 738 habitantes.